# Pesa Jazz
Der Pesa Jazz ist ein Straßenbahn-Gelenkwagen des polnischen Herstellers Pesa. Als Jazz wird das Einrichtungsfahrzeug bezeichnet, das Zweirichtungsfahrzeug wird als Jazz Duo vermarktet. Erster Besteller ist die Straßenbahn Warschau, die 30 dreiteilige Fahrzeuge des Typs 134N erhält.

## Geschichte

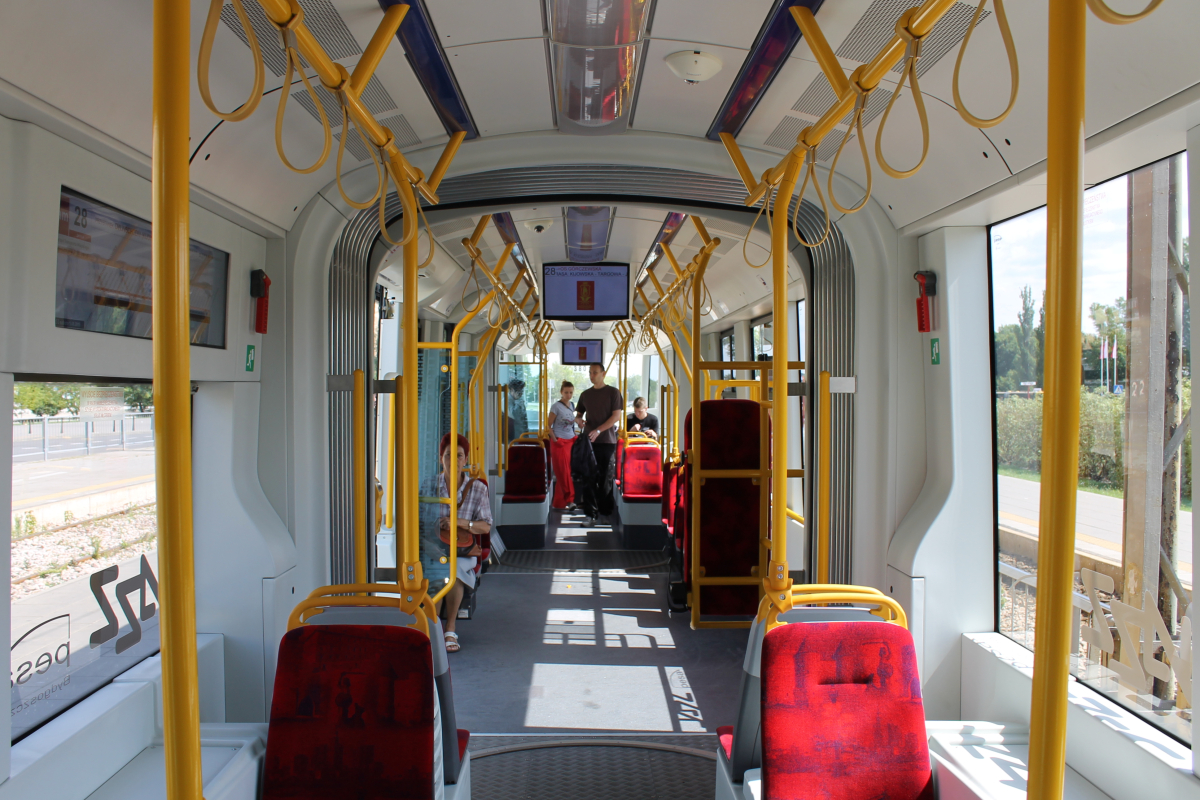
Innenraum

Am 3. Juli 2013 veröffentlichte die Betreibergesellschaft der Straßenbahn Warschau eine Ausschreibung für 30 Einrichtungsfahrzeuge in Niederflurtechnik mit Mikroprozessorsteuerung. Zwei der 30 Fahrzeuge sollten für Fahrschulbetrieb geeignet sein. Am 25. Oktober 2013 wurde bekannt, dass Pesa aus Bydgoszcz einziger Bieter war. Somit erfolgte am 15. Januar 2014 im Warschauer Rathaus in Beisein von Oberbürgermeisterin Hanna Gronkiewicz-Waltz und dem stellvertretenden polnischen Verkehrsminister Adam Zdziebło die Vertragsunterzeichnung.
Es war geplant, den ersten Jazz im Februar 2015 und den letzten Jazz bis zum 30. September 2015 in Betrieb zu nehmen. Das erste Fahrzeug, Gelenktriebwagen 3801, erreichte Warschau jedoch erst am 10. März 2015, im April wurden erste Testfahrten durchgeführt. Probleme mit der Fahrzeugelektronik sorgten für Verzögerungen und für eine Vertragsstrafe seitens der Straßenbahngesellschaft gegenüber dem Hersteller Pesa. Im Juli wurde schließlich die Zulassung erteilt; die ersten Fahrten mit Fahrgästen fanden am 30. Juli 2015 statt. Im September 2015 wurde das zweite Fahrzeug ausgeliefert, welches zunächst nur für Personalschulungen verwendet wurde.
20 Fahrzeuge in einer 18 m langen Ausführung wurden für die Straßenbahn Ploiești bestellt (Stand Mai 2023).

## Technik und Ausstattung

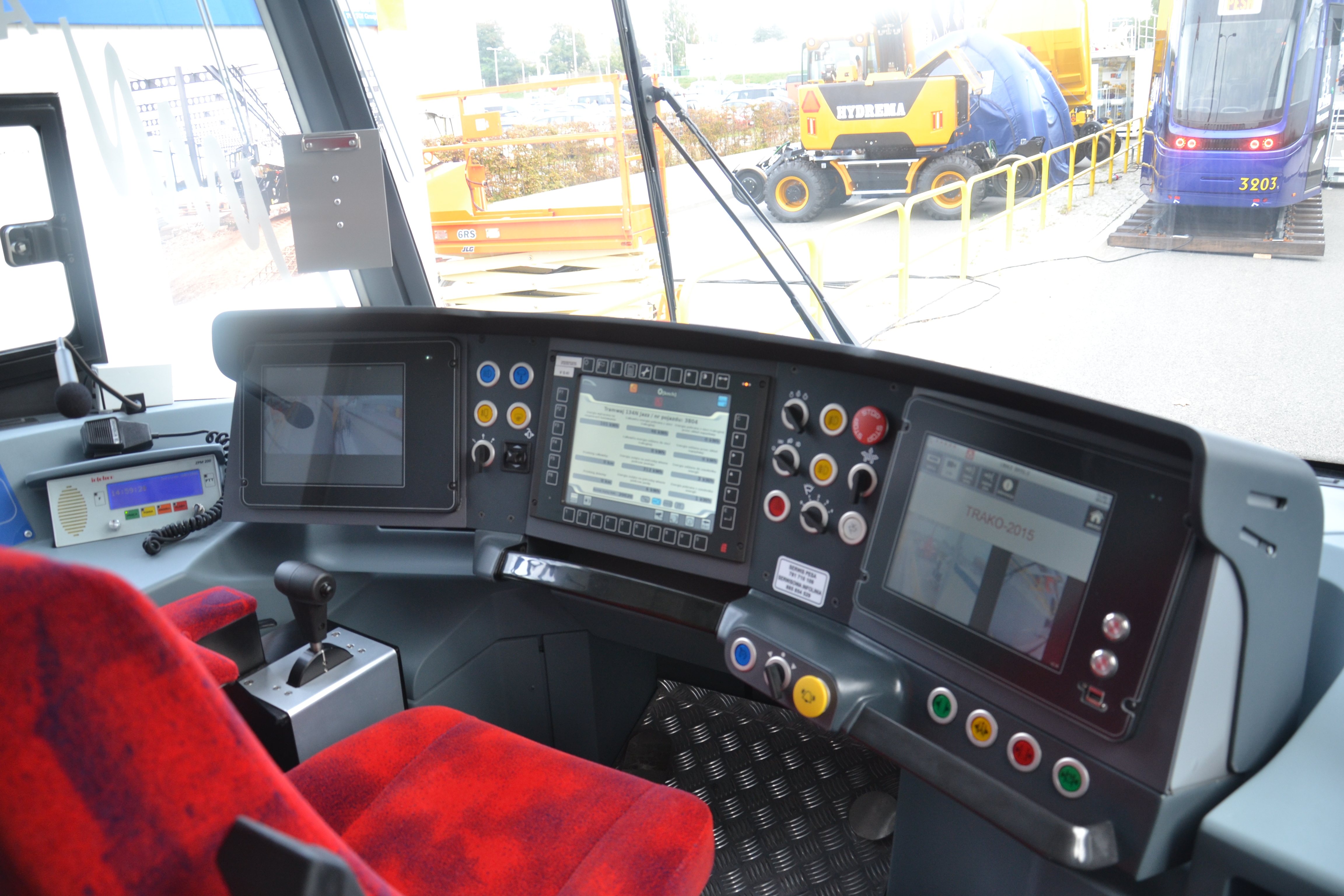
Führerstand mit Computerterminal

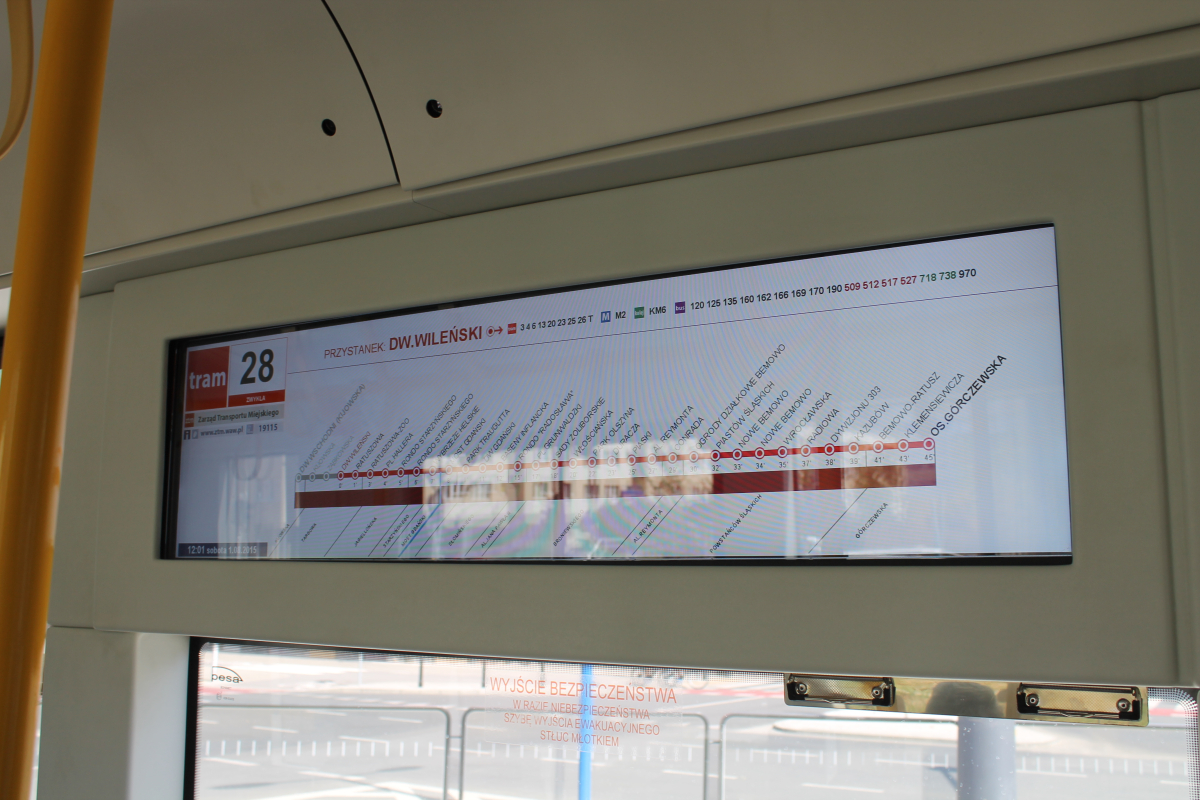
Fahrgastinformationssystem mit Linienweg

Der Pesa Jazz des Typs 134N besteht aus drei Teilen, wobei A-Teil und C-Teil über angetriebene Laufwerke verfügen, bei denen jedes Rad einzeln angetrieben wird. Durch den Verzicht auf Radsatzwellen kann die niedrige Fußbodenhöhe durchgängig beibehalten werden. Der Mittelteil ist zwischen den Endwagen als Sänfte aufgehängt. Auf der rechten Fahrzeugseite befinden sich vier Türen: Zwei einflügelige Schiebetüren an den Fahrzeugenden und zwei doppelflügelige Schiebetüren im Mittelteil. Im Innenraum ist eine Videoüberwachungsanlage und ein Fahrgastinformationssystem mit LCD-Monitoren installiert.
Der Jazz verfügt über eine Nutzbremse, bei der die Bremsenergie in Superkondensatoren gespeichert wird.